# (15631) Dellorusso
(15631) Dellorusso est un astéroïde de la ceinture principale.

## Description
(15631) Dellorusso est un astéroïde de la ceinture principale. Il fut découvert le 24 avril 2000 à la station Anderson Mesa par le programme LONEOS. Il présente une orbite caractérisée par un demi-grand axe de 3,00 UA, une excentricité de 0,08 et une inclinaison de 10,5° par rapport à l'écliptique.

## Compléments